# Lycenchelys tristichodon
Lycenchelys tristichodon is een straalvinnige vissensoort uit de familie van puitalen (Zoarcidae). De wetenschappelijke naam van de soort is voor het eerst geldig gepubliceerd in 1979 door DeWitt & Hureau.